# Таты Ирана
Таты Ирана (Тати: Irünə Tâtün, ایرون تاتون) — иранский народ, живущий на севере Ирана, особенно на юге провинции Казвин.
Таты Ирана разговаривают на языке тати, входящего в группу северо-западных иранских диалектов, которые тесно связаны с талышским языком. Также говорят на персидском и азербайджанском языках. Таты Ирана в основном мусульмане и их, по разным методикам подсчёта, около 10 000 или более 300 000 человек.
Начиная со средневековья, термин тати использовался не только для Кавказа, но и для северо-западного Ирана, где он распространился почти на все местные иранские языки, кроме персидского и курдского.
В настоящее время термин тати и язык тати используется для обозначения определенной группы северо-западных иранских диалектов (чали, данесфани, хиараджи, хознини, эсфарварини, такестани, сагзабади, эбрахимабади, эштехарди, хойни, каджали, шахруди, гарзани) в Иранском Азербайджане, а также южнее его в провинциях Казвин и Зенджан. Эти диалекты имеют определенное родство с талышским и мазандеранским языками, и могут быть потомками исчезнувшего языка азери.

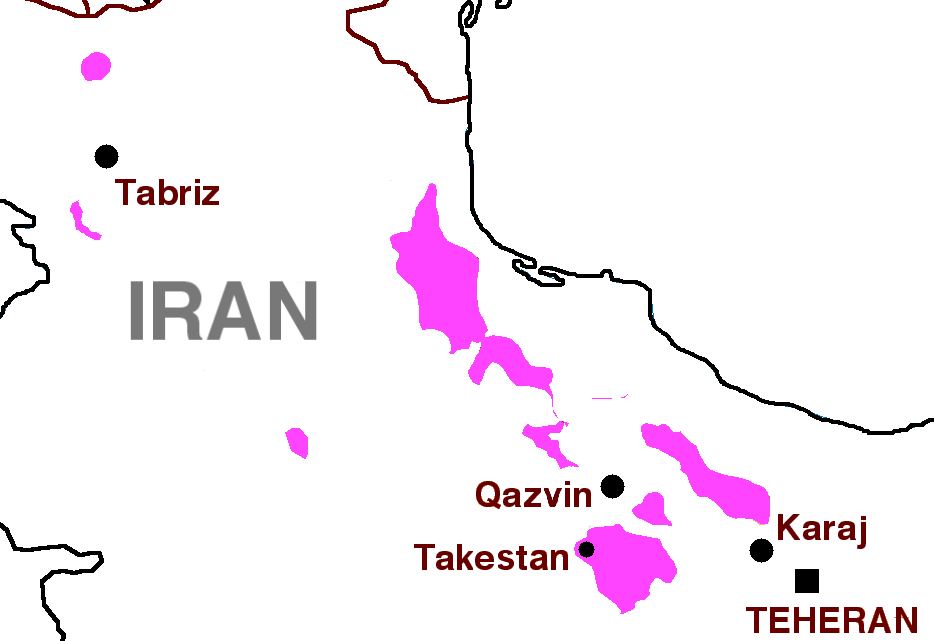
Распространение тати диалектов